# Pollenia vagabunda
Pollenia vagabunda är en tvåvingeart som först beskrevs av Johann Wilhelm Meigen 1826.  Pollenia vagabunda ingår i släktet vindsflugor, och familjen spyflugor. Arten är reproducerande i Sverige. Inga underarter finns listade i Catalogue of Life.